# 曼特卡斯
曼特卡斯（Mant Khas），是印度喜马偕尔邦Kangra县的一个城镇。总人口5240（2001年）。

## 人口
该地2001年总人口5240人，其中男性2666人，女性2574人；0—6岁人口380人，其中男208人，女172人；识字率85.92%，其中男性为87.92%，女性为83.84%。